# Dichloormonoxide
Dichloormonoxide of (IUPAC: OCl2 zuurstofdichloride) is een chemische verbinding met formule Cl2O die wordt verkregen uit de voorzichtige oxidatie van chloorgas met kwikoxide. Kleur en geur van dit zware gas lijken op dat van chloorgas. Bij 4 °C condenseert het gas tot een bruine vloeistof. Dichloormonoxide is goed oplosbaar in water waarmee het hypochloorzuur (HClO) vormt. Dichloormonoxide is zeer instabiel en reageert heftig met vele materialen, waaronder papier.